# Palaeoisopus problematicus
Palaeoisopus problematicus è un artropode estinto, appartenente ai picnogonidi. Visse nel Devoniano inferiore (circa 408 - 400 milioni di anni fa) e i suoi resti fossili sono stati ritrovati in Germania.

## Descrizione
Questo animale doveva assomigliare agli odierni ragni di mare (Pycnogonida), ma se ne differenziava per alcuni aspetti insoliti, tra cui zampe adatte al nuoto di dimensione alternata, occhi disposti medialmente e soprattutto un lungo addome segmentato, al contrario di quello delle controparti odierne, di dimensioni molto ridotte.
Palaeoisopus era un picnogonide di grandi dimensioni, con una lunghezza del corpo (esclusi proboscide e chelifori) di almeno 12,5 cm e un'apertura delle zampe di circa 32 cm, paragonabile a quella di un moderno Colossendeis (ragno marino gigante). I margini di ogni parte del corpo erano coperti da tubercoli, il cephalon (sezione della testa che portava occhi, proboscide, chelifori, palpi, ovigeri e primo paio di zampe) e 3 somiti del tronco (sezione che portava le restanti coppie di zampe) sono ben definiti dalla segmentazione ad anelli. L'addome si compone apparentemente di 4 somiti addominali e un telson stiliforme, ma in base alla posizione mediale dell'ano (che, nei chelicerati portatori di telson, si trova sempre al confine ventrale dell'addome e del telson), è stato anche suggerito che quest'ultimo fosse una fusione del quinto somite addominale e del telson originale. 

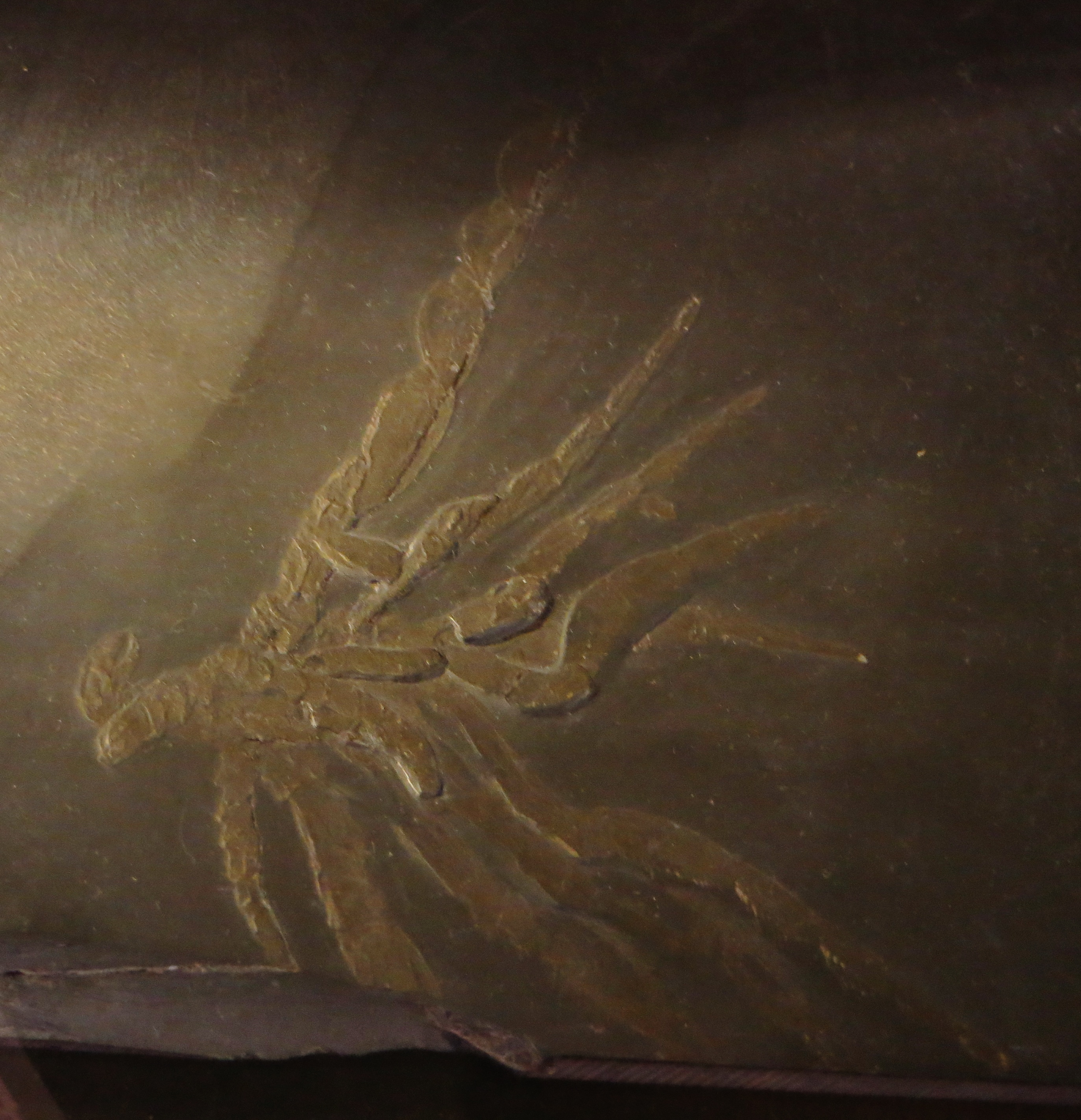
Fossile di Palaeoisopus problematicus

Medialmente al margine anterodorsale del cephalon c'era un tubercolo oculare dove erano situati gli occhi. A differenza della disposizione a 4 occhi appaiata della maggior parte dei picnogonidi, vi era un paio di occhi grandi e 2 occhi più piccoli disposti anteroposteriormente in una linea mediana. Le appendici più anteriori erano una coppia di chelifori robusti, a tenaglia, che comprendono 5 podomeri invece di 3 o 4 come quelli degli altri picnogonidi. Sotto i chelifori c'era una proboscide cilindrica posta al di sotto del cephalon, quasi invisibile in vista dorsale. I palpi e gli ovigeri hanno morfologia simile, il primo terminava con una struttura subchelata e il secondo era apparentemente assente in alcuni esemplari, il che potrebbe rappresentare dimorfismo sessuale come visto in alcuni taxa di picnogonidi moderni come Pycnogonidae e Phoxicilidiidae (con femmine prive di ovigeri). Ciascuna delle zampe era circondata da una struttura flessibile ad anello. Tra le 4 paia di zampe la prima è significativamente allungata e anche la sua morfologia differisce leggermente dalle controparti posteriori (ad es. segmenti basali più corti, diversa disposizione delle setole, 4 podomeri distali appiattiti invece di 5).

## Classificazione
Palaeoisopus problematicus venne descritto per la prima volta da Broili nel 1926, sulla base di resti fossili ritrovati in Germania, nella famosa formazione delle ardesie di Hunsrück.
Mentre alcune analisi collocano Palaeoisopus all'interno di una posizione derivata, la maggior parte degli studi suggerisce che Paleoisopus sia un picnogonide basale, poiché l'addome ben sviluppato rappresenta molto probabilmente una condizione plesiomorfica del gruppo dei Pycnogonida.

## Paleoecologia
I grandi occhi, i robusti chelifori e le zampe simili a remi suggeriscono che Paleoisopus fosse un predatore nuotatore, che forse predava i crinoidi i cui resti fossili sono associati a quelli di Palaeoisopus.